# The Blue Gardenia
The Blue Gardenia is een Amerikaanse film noir uit 1953 onder regie van Fritz Lang.

## Verhaal
Harry Prebble voert telefoniste Norah Larkin tijdens een afspraakje dronken, omdat hij wil met haar naar bed wil. Zij slaat hem bewusteloos uit zelfverdediging. Wanneer Norah de volgende morgen wakker wordt, leert ze dat Harry dood is. Ze kan zich echter niets meer herinneren van de vorige avond.

## Rolverdeling
| Acteur         | Personage         |
| -------------- | ----------------- |
| Anne Baxter    | Norah Larkin      |
| Richard Conte  | Casey Mayo        |
| Ann Sothern    | Crystal Carpenter |
| Raymond Burr   | Harry Prebble     |
| Jeff Donnell   | Sally Ellis       |
| Richard Erdman | Al                |
| George Reeves  | Sam Haynes        |
| Ruth Storey    | Rose Miller       |
| Ray Walker     | Homer             |
| Nat King Cole  | Nat King Cole     |